# Río Chalana
El río Chalana es un pequeño río brasileño del estado de Santa Catarina. Forma parte de la Cuenca del Plata, nace en el municipio de Cordilheira Alta, a 680 m s. n. m. y desemboca en el río Uruguay en el límite entre los municipios de Chapecó y Caxambu do Sul después de recorrer 30 km.
- Datos: Q3432385
- Multimedia: Rio Chalana / Q3432385